# Tusari
Koordinaten: 59° 11′ N, 23° 39′ O
Tusari ist ein Dorf (estnisch küla) in der Landgemeinde Lääne-Nigula (bis 2017: Landgemeinde Nõva) im Kreis Lääne.

## Einwohnerschaft, Lage und Geschichte
Der Ort hat 16 Einwohner (Stand 31. Dezember 2011). Er liegt 27 Kilometer nordöstlich der Kreisstadt Haapsalu.
Durch das Dorf fließt der Fluss Nõva (Nõva jõgi).
Das Gebiet gehörte seit dem 14. Jahrhundert dem Nonnenkloster von Lihula. 1402 wurde das Dorf unter dem Namen Tursever oder Thursever im Zuge eines Gebietstauschs dem Kloster Padise unterstellt.